# Gastornis giganteus
Gastornis giganteus — вид вимерлих великих нелітаючих  птахів, що існував в пізньому еоцені, близько 50 млн років тому на території Північної Америки. Спочатку вид був описаний як Diatryma giganteus, наразі американська діатрима вважається синонімом європейського гасторніса. Це був великий птах (заввишки до 2 м). Він мав невеликі крила та масивний дзьоб. Раніше вважалося, що цей птах був хижаком, що він трощив своїм масивним дзьобом дрібних ссавців. Проте у 2009 році американські дослідники знайшли сліди діатрими. Відбитки лап знаходились на піщаннику у формації Чакенат у штаті Вашингтон. На відбитках чітко видно, що лапи не мали кігтів, з цього дослідники зробили висновок, що ці велетні були травоїдними або всеїдними, подібно до сучасних гусей. Крім того птах мав короткі ноги, якими тяжко були ганятись за здобиччю. Правда діатрима мала гачок на кінці дзьоба, подібно до сучасних хижих птахів. Проте таким дзьобом також зручно зривати плоди з дерев. Всі ці характеристики служать доказами на користь рослинноїдності птаха.